# Draconian Times
Draconian Times es el quinto disco de Paradise Lost. Representa el último álbum en el heavy metal de la banda hasta Symbol of Life. Sigue la tendencia del anterior, pero añadiendo más momentos de guitarras limpias, pianos, sintetizador y un mayor uso de la voz barítona de Nick Holmes, dejando a un lado la atmósfera más opresiva del disco anterior.
En este álbum debuta como baterista Lee Morris, reemplazando a Matthew Archer quien abandonó la banda a fines de 1993.
Las canciones The Last Time y Forever Failure fueron lanzadas como singles. Esta última incluye en varias de sus secciones palabras de Charles Manson.

## Lista de canciones
1. "Enchantment" – 6:04
2. "Hallowed Land" – 5:02
3. "The Last Time" – 3:27
4. "Forever Failure" – 4:18
5. "Once Solemn" – 3:03
6. "Shadowkings" – 4:41
7. "Elusive Cure" – 3:21
8. "Yearn for Change" (Steve Edmonson, Holmes, MacKintosh, Lee Morris) – 4:19
9. "Shades of God" – 3:54
10. "Hands of Reason" – 3:58
11. "I See Your Face" (Aaron Aedy, Holmes, MacKintosh) – 3:17
12. "Jaded" – 3:26

Canciones adicionales de la edición japonesa
1. Walk Away (cover de Sisters of Mercy)
2. Laid to Waste
3. Master of Misrule

Canciones adicionales del relanzamiento de 2002
1. "How Soon is Now?" (cover de The Smiths)
2. "Fear"

## Créditos
- Nick Holmes – vocalista
- Gregor Mackintosh – guitarrista
- Aaron Aedy – guitarras rítmicas y acústicas
- Steve Edmonson – bajista
- Lee Morris – batería
- Andrew Holdsworth - tecladista

- Datos: Q979957